# 内在平面
内在平面（plan d'immanence）とはフランスの哲学者ジル・ドゥルーズによって考案された形而上学および存在論上の概念である。
内在（immanence）とは「内部にあること、内部に留まること」であり、超越(神的な、経験を越えた)と対極的なものを意味している。
この対比をもとにして、形而上的なものと経験的なものという、長く哲学に取り付いてきた、基本的な分割線が仕切られることになる。そして、ドゥルーズは、内在平面という用語を、純粋な内在、制約なき浸透あるいは内含、すなわち、デカルト的なものであれなんであれ、自らと実在的に区別される超越の存在を否定する内在（性）を指すものとして採用した。
純粋な内在は、しばしば純粋平面として言及される。そして、それは、いかなる実体的な、一貫して存立するような分割・区分も持たない、無制限な領野（フィールド）である。
すなわち、純粋な内在性としての内在平面を認めるということは、たとえば経験的事物と超越的事物とのあいだのような、還元不可能な存在のあり方や次元の差異や、そうした差異を構成する絶対的な分割線など存在しない、とみなすことである。そうした差異や断層は、存在するとしても第一次的な絶対的にフラットな平面の上に二次的に構成されたものなのである。ライプニッツについてドゥルーズが述べたように、そうした断層は決して断層なのではなく、折り曲げられた「襞」なのであり、表面をたどっていけば、クラインのつぼやメビウスの帯のようにつながった、単一の平面なのである。この概念はまた、ドゥルーズがスコトゥスから受け取った「存在の一義性」ともかかわっている。
ドゥルーズは最後のテキストである「内在――ひとつの生……」では次のように述べている。「内在がもはやそれ自身以外のなにものにも内在しないとき、初めて我々は内在平面についてかたることができる」

## 純粋平面としての内在
内在平面は、スピノザの単一の実体（神あるいは自然）と、内在が実体に内在するのではなく、内在それ自身が実体である、すなわち、それ自身に内在する、という点で、形而上学的な両立性を持っている。それゆえ純粋な内在は、哲学の超越への依拠の妥当性に関するものばかりではなく、二元論や観念論に関しても、幾つかの結論をもたらす。
精神はもはや、自立的で、実体的に物体・身体と異なる領野とは考えられない（心身二元論）。また、外的な対象や出来事を主観に媒介する際の、唯一かつ一方的な決定条件ともみなされない（観念論）。したがってすべての実在の間の区別（精神と身体、神と物質、内部と外部などなど）は打ち崩され、あるいは、平坦な共存（共-存立）、すなわち平面へと平準化される。内在それ自体、すなわち、反対項として超越を持たない内在なのである。